# Mykonos (miasto)
Mykonos, znane też jako Chora (gr. Μύκονος lub Χώρα) – miasto w Grecji, na zachodnim wybrzeżu wyspy Mykonos w archipelagu Cyklad. Według spisu ludności w 2001 roku liczyło 6541 mieszkańców.
Miasto położone jest na niewielkim półwyspie między dwiema zatokami. Słynie z charakterystycznej architektury malowanych białą farbą domów i wąskich uliczek. W nadmorskiej dzielnicy zwanej Mała Wenecja (Μικρή Βενετία) domy stoją nad samym morzem i oblewane są przez fale.
Charakterystycznym punktem miasta (i całej wyspy Mykonos) jest rząd wiatraków, zbudowanych w XVI wieku przez Wenecjan.

## Transport
Miasto obsługiwane jest przez dwa porty morskie – Stary Port (Παλαιό Λιμάνι), z którego odpływałą statki wycieczkowe głównie na pobliską wyspę Delos i autobusy wodne oraz Nowy Port (Νέο Λιμάνι) w pobliskiej miejscowości Turlos, skąd odpływa większość promów na inne wyspy archipelagu Cyklad i do Pireusu.
Z głównego dworca autobusowego Fabrika w południowej części miasta odjeżdża większość autobusów na plaże wyspy Mykonos i do portu lotniczego Mykonos. Z drugiego dworca w Starym Porcie dostać się można na północną część wyspy – m.in. do Ajos Stefanos i Nowego Portu w Turlos.